# 44.
◄ | 1. stoljeće pr. Kr. | 1. stoljeće | 2. stoljeće | ►
◄ | 10-ih | 20-ih | 30-ih | 40-ih | 50-ih | 60-ih | 70-ih | ►
◄◄ | ◄ | 41. | 42. | 43. | 44. | 45. | 46. | 47. | ► | ►►
Astronomija • Književnost • Kršćanstvo

## Smrti
- Jakov Zebedejev, apostol

## Vanjske poveznice
|  | Zajednički poslužitelj ima još gradiva o temi 44. |